# 新港山姬春蟬
新港山姬春蟬（学名：Euterpnosia madawdawensis）为蟬科姬春蟬屬下的一个种，成蟲於每年6月出沒，分布於臺灣東部海岸山脈地區，公蟬體長約26—28（1.0—1.1英寸），前翅長約30—31（1.2—1.2英寸），體色多為綠褐色或黑色，全身少許金色鱗毛，與同屬不同的特徵為額唇基有黑色中紋、胸部黑色，臺灣特有種。